# Cutler (Maine)
Cutler ist eine Town im Washington County des Bundesstaates Maine in den Vereinigten Staaten. Im Jahr 2020 lebten dort 524 Einwohner in 372 Haushalten auf einer Fläche von 305,44 km².

## Geographie
Nach dem United States Census Bureau hat Cutler eine Gesamtfläche von 305,44 km², von der 121,60 km² Land sind und 183,84 km² aus Gewässern bestehen.

### Geographische Lage
Cutler liegt im Süden des Washington Countys am Atlantischen Ozean. Es gibt einige kleinere Seen auf dem Gebiet der Town sowie mehrere Flüsse. Zum Gebiet der Town gehören auch einige Inseln, von denen die größeren Cross Island und Little River Island sind. Cross Island ist ein National Wildlife Refuge, ist unbewohnt und steht somit unter Naturschutz. Little River Island liegt vor dem Zugang zum Hafen und dient als Standort für die unter Denkmalschutz stehende Little River Light Station. Die Oberfläche ist eher eben, ohne größere Erhebungen.

### Nachbargemeinden
Alle Entfernungen sind als Luftlinien zwischen den offiziellen Koordinaten der Orte aus der Volkszählung 2010 angegeben.
- Norden: Whiting, 12,7 km
- Osten: East Central Washington,  Unorganized Territory, 24,4 km
- Westen: Machiasport, 12,5 km

### Stadtgliederung
In Cutler gibt es mehrere Siedlungsgebiete: Cutler, Holmes' Bay, Little Machias, North Cutler und Thurlow.

### Klima
Die mittlere Durchschnittstemperatur in Cutler liegt zwischen −6,7 °C (20 °F) im Januar und 20,0 °C (68 °F) im Juli. Damit ist der Ort gegenüber dem langjährigen Mittel der USA um etwa 9 Grad kühler. Die Schneefälle zwischen Oktober und Mai liegen mit bis zu zweieinhalb Metern mehr als doppelt so hoch wie die mittlere Schneehöhe in den USA; die tägliche Sonnenscheindauer liegt am unteren Rand des Wertespektrums der USA.

## Geschichte
Cutler wurde zunächst als Township No. 11 East Division (T11 ED) vermessen. Es gehörte zum Washington Academy Grant. Als Town wurde das Gebiet am 28. Januar 1826 organisiert. Der Hafen von Cutler liegt geschützt am Little River, welcher kein Fluss ist, sondern ein länglicher, schmaler Küstenabschnitt, der geschützt durch das vorgelagerte Little River Island Booten Schutz bietet. Bostoner Küstendampfer des späten 19. Jahrhunderts legten einst in diesem Hafen an, heute ist er ein beliebter Sportboothafen.
Ein Längstwellen-Antennensystem, die Marinefunkstelle Cutler, befindet sich auf einer Halbinsel, die die Westseite der Little Machias Bay bildet. Es wird von der US-Marine betrieben und dient der Kommunikation mit U-Booten der US-Marine. Das System wurde 1961 fertiggestellt und 2007 erneuert.

### Einwohnerentwicklung
| Volkszählungsergebnisse – Town of Cutler, Maine | Volkszählungsergebnisse – Town of Cutler, Maine | Volkszählungsergebnisse – Town of Cutler, Maine | Volkszählungsergebnisse – Town of Cutler, Maine | Volkszählungsergebnisse – Town of Cutler, Maine | Volkszählungsergebnisse – Town of Cutler, Maine | Volkszählungsergebnisse – Town of Cutler, Maine | Volkszählungsergebnisse – Town of Cutler, Maine | Volkszählungsergebnisse – Town of Cutler, Maine | Volkszählungsergebnisse – Town of Cutler, Maine | Volkszählungsergebnisse – Town of Cutler, Maine |
| Jahr                                            | 1800                                            | 1810                                            | 1820                                            | 1830                                            | 1840                                            | 1850                                            | 1860                                            | 1870                                            | 1880                                            | 1890                                            |
| ----------------------------------------------- | ----------------------------------------------- | ----------------------------------------------- | ----------------------------------------------- | ----------------------------------------------- | ----------------------------------------------- | ----------------------------------------------- | ----------------------------------------------- | ----------------------------------------------- | ----------------------------------------------- | ----------------------------------------------- |
| Einwohner                                       |                                                 |                                                 |                                                 | 454                                             | 657                                             | 820                                             | 890                                             | 925                                             | 829                                             | 662                                             |
| Jahr                                            | 1900                                            | 1910                                            | 1920                                            | 1930                                            | 1940                                            | 1950                                            | 1960                                            | 1970                                            | 1980                                            | 1990                                            |
| Einwohner                                       | 565                                             | 585                                             | 584                                             | 492                                             | 481                                             | 483                                             | 654                                             | 588                                             | 726                                             | 779                                             |
| Jahr                                            | 2000                                            | 2010                                            | 2020                                            | 2030                                            | 2040                                            | 2050                                            | 2060                                            | 2070                                            | 2080                                            | 2090                                            |
| Einwohner                                       | 623                                             | 507                                             | 524                                             |                                                 |                                                 |                                                 |                                                 |                                                 |                                                 |                                                 |

## Kultur und Sehenswürdigkeiten

### Bauwerke
In Cutler wurde ein Bauwerk unter Denkmalschutz gestellt und ins National Register of Historic Places aufgenommen.
- Little River Light Station, 1988 unter der Register-Nr. 88000156.[9]

## Wirtschaft und Infrastruktur

### Verkehr
Die Maine State Route 191 verläuft durch die Town.

### Öffentliche Einrichtungen
Es gibt keine medizinischen Einrichtungen in Cutler. Die nächstgelegenen befinden sich in Machias.
In Cutler befindet sich die Louise Clements Memorial Library in der Cutler Road.

### Bildung
Cutler gehört zum MASD 77 und mit East Machias, Jonesboro, Machias, Machiasport, Marshfield, Northfield, Roque Bluffs, Wesley, Whiting und Whitneyville zum Schulbezirk AOS 96.
Im Schulbezirk werden folgende Schulen angeboten:
- Bay Ridge Elementary School in Cutler, mit Schulklassen von Kindergarten bis zum 8. Schuljahr
- Elm Street School in East Machias, mit Schulklassen von Pre-Kindergarten bis zum 8. Schuljahr
- Jonesboro Elementary School in Jonesboro, mit Schulklassen von Pre-Kindergarten bis zum 8. Schuljahr
- Rose M. Gaffney School in Machias, mit Schulklassen von Pre-Kindergarten bis zum 8. Schuljahr
- Fort O’Brien School in Machiasport, mit Schulklassen von Pre-Kindergarten bis zum 8. Schuljahr
- Wesley Elementary School in Wesley, mit Schulklassen von Kindergarten bis zum 8. Schuljahr
- Whiting Village School in Whiting, mit Schulklassen von Kindergarten bis zum 8. Schuljahr
- Machias Memorial High School in Machias, mit Schulklassen vom 9. bis zum 12. Schuljahr

Zudem befindet sich in East Machias die Washington Academy, eine private vorbereitende High School. Die Akademie wurde 1792 gegründet und hat Internats- und Tagesschüler.

## Persönlichkeiten

### Söhne und Töchter der Stadt
- Blanche Craig (1866–1944), Schauspielerin